# Tanga (città)
Tanga è una città portuale della Tanzania settentrionale, capoluogo della regione omonima e del distretto omonimo. Si affaccia sull'Oceano Indiano, nei pressi dei confini con il Kenya. Con una popolazione di 273 332 abitanti (2012) è una delle più grandi città del paese.

## Economia
L'economia di Tanga è fortemente basata sul commercio, in gran parte grazie alla sua posizione strategica e ai suoi collegamenti. Oltre al porto sull'Oceano, Tanga dispone anche di un importante terminal ferroviario che la collega alla regione dei Grandi Laghi e a Dar es Salaam. Attraverso il porto di Tanga si esportano soprattutto sisal (in città e negli immediati dintorni sono presenti filande specializzate, come quella posseduta dalla keniota REA Vipingo Plantations), caffè, tè e cotone. Attorno alla città ci sono un grande numero di mercati.

## Storia

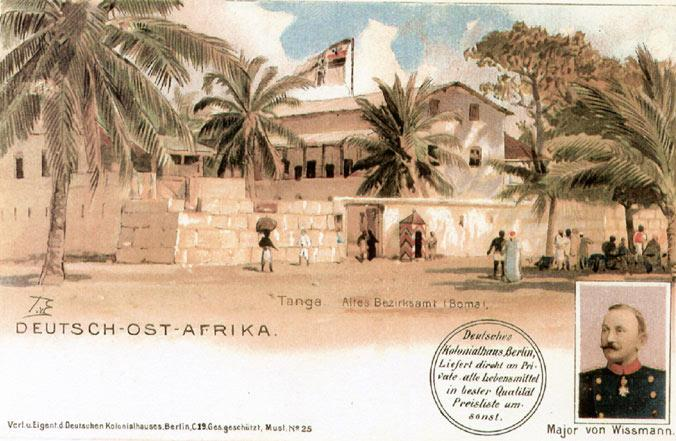
Cartolina di Tanga, 1914

Tanga fu fondata come avamposto militare dai tedeschi nel 1889, e divenne sede di un ufficio distrettuale dell'Africa Orientale Tedesca nel 1891. Nei dintorni si sviluppò rapidamente la coltivazione del sisal (portata dai tedeschi) e questo sviluppo causò un altrettanto rapido incremento demografico. Presto la città fu collegata a Moshi dalla prima linea ferroviaria (la Usambara).
Essendo la città portuale più vicina al Kenya, Tanga divenne un luogo strategico durante la prima guerra mondiale. I britannici tentarono un primo sbarco il 4 novembre 1914 (nella cosiddetta Battaglia di Tanga) e infine presero la città il 7 luglio del 1916.

## Attrazioni turistiche

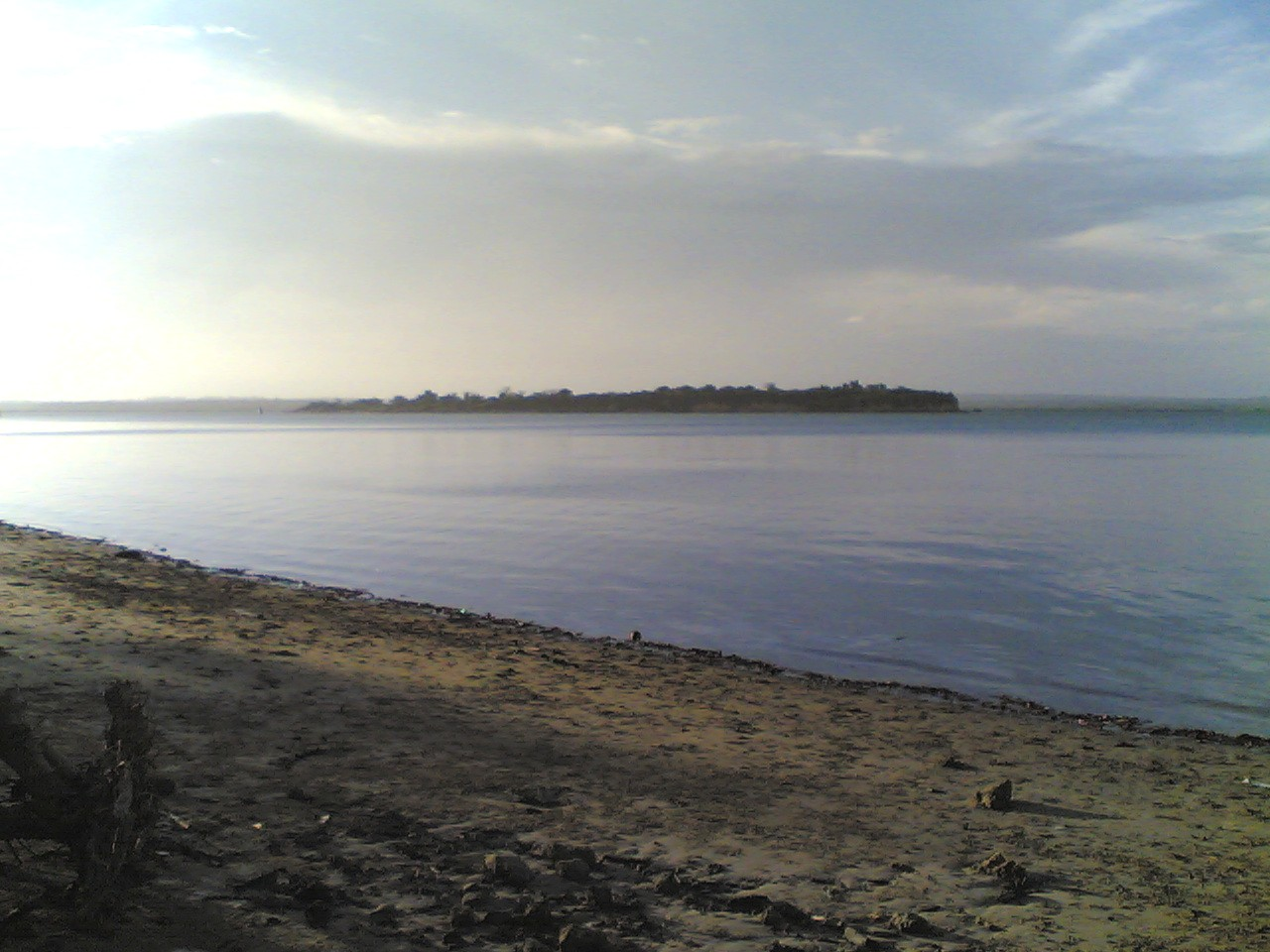
Vista dell'Isola di Toten, nei pressi di Tanga

Nella zona di Tanga ci sono alcune attrazioni turistiche minori, quali le grotte di Amboni, l'isola di Toten, le rovine di Tongoni, il villaggio di Ndumi, e la spiaggia di Mwarongo.

## Amministrazione

### Gemellaggi
- Eckernförde, dal 1963
- Toledo, dal 2001